# Mauzoleum Bahauddina Nakšbándího
Mauzoleum Bahauddina Nakšbándího je zasvěceno islámskému světci Bahauddinu Nakšbándímu, který se narodil v březnu roku 1318 nedaleko Buchary (oblast dnešního Uzbekistánu) za Čagatajského chanátu a zemřel na témže místě roku 1389 za Timuridská říše.
Svůj život zasvětil studiu islámu a jeho učení, často bývá přezdíván „khoja Nakšbándí“ (khoja = učitel islámu). Roku 1380 založil súfíské náboženské bratrstvo (taríku) zvané Nakšbándí. Na místě jeho smrti bylo kolem jeho hrobu následně vystavěno mauzoleum, které se stalo jedním z hlavních poutních míst nejen obyvatel Buchary, ale všech stoupenců Nakšbándíje. Bahauddin Nakšbándí je uznáván jako sedmý súfíský světec.
Pro svou vysokou významnost bylo Mauzoleum Bahauddina Nakšbándího přidáno v roce 2008 na předběžný seznam světového dědictví UNESCO, dodnes se však do seznamu nedostalo.

## Historie a popis místa

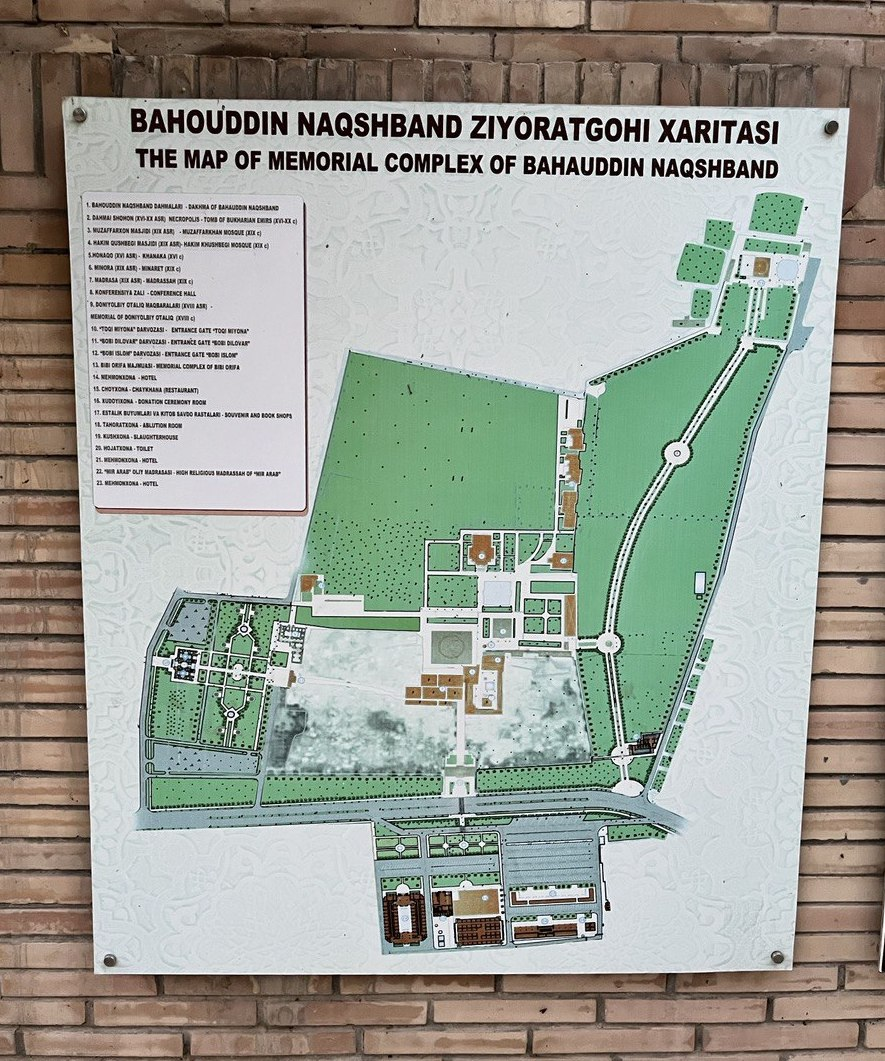
Mapa Mauzolea Bahauddina Nakšbándího, Buchara, Uzbekistán

Pamětní komplex Bahauddina Nakšbándího se nachází přibližně 10 kilometrů severovýchodně od města Buchara ve vesnici Qasri Orifon, dnes zvané Bogoudin. Za dob SSSR bylo zakázáno tento hrob navštěvovat.
Architektonický komplex se skládá z několika nesouběžných staveb (viz. mapa). Nejstarší je náhrobek Bahauddina Nakšbándího (dahma), který je obložený mramorovými bloky(1). Kolem hrobu se nachází dvě mešity: Khakim Kushbegi (4) a mešita Muzaffarkhan (3). Obě mešity jsou součástí ayvanu s velkým množstvím překrásných malovaných a pozlacených plafondů (zdobených stropů), který se táhne kolem dokola hrobu, kolem kterého utváří obdélníkové nádvoří. V severozápadní části nádvoří se nachází Abdul-Lazizkhan khonaqo se hřbitovem bucharských emírů(2). Na sever od hlavního nádvoří je malý cihlový minaret s osmi-obloukovou lucernou(6) a malá madrasa (7).

## Galerie

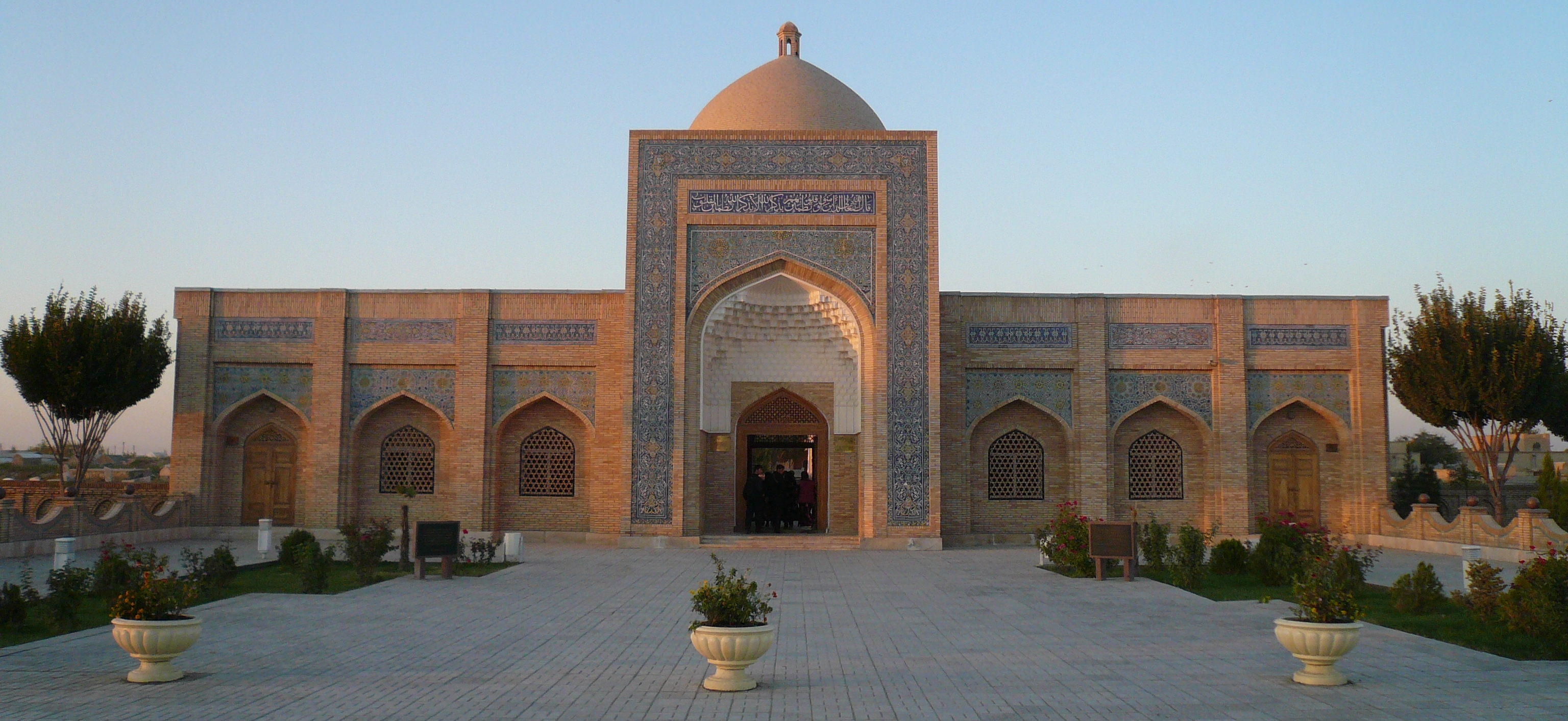
Vstupní brána do areálu Mauzolea Bahauddina Nakšbándího
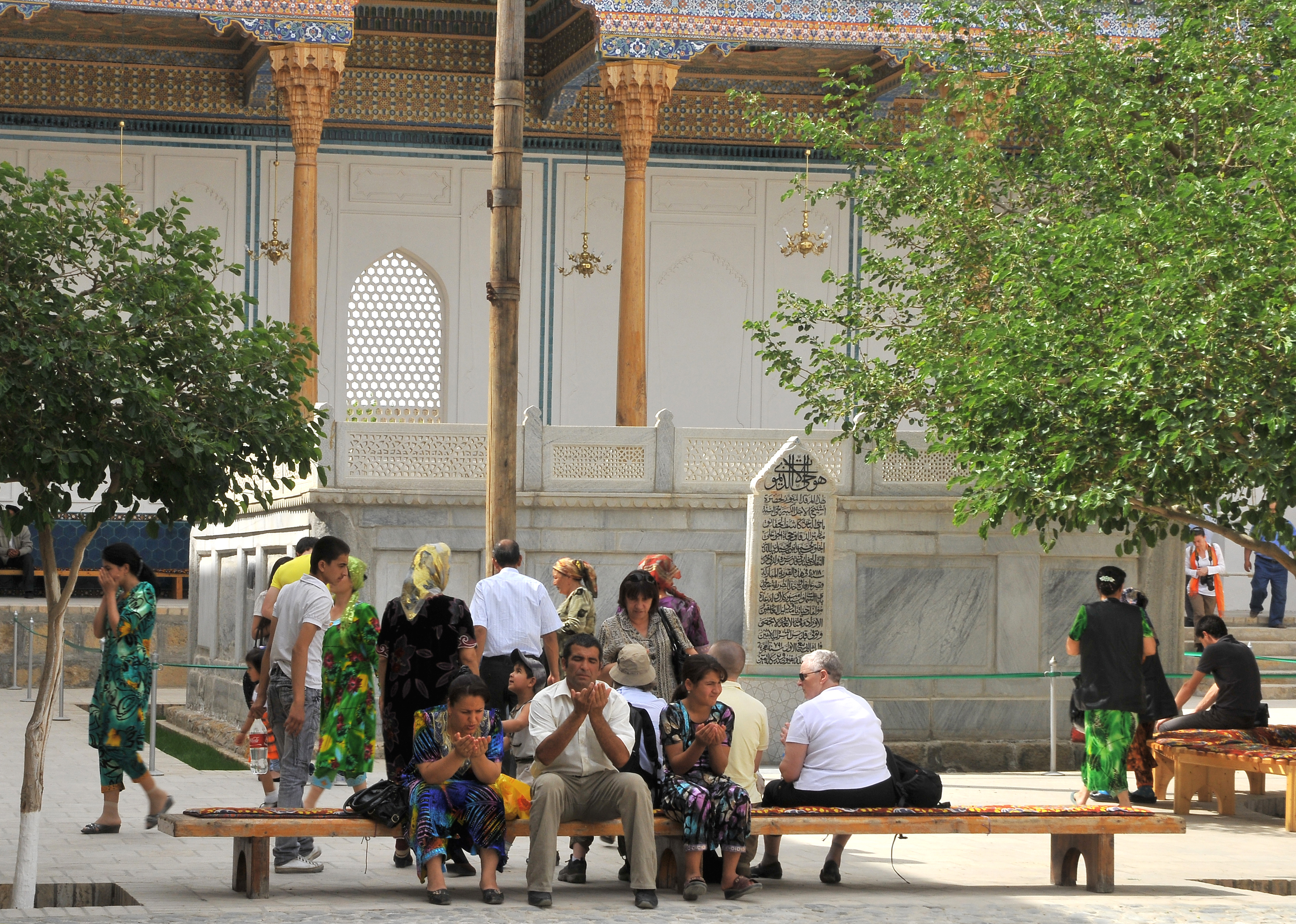
Hlavní nádvoří s hrobem Bahauddina Nakšbándího
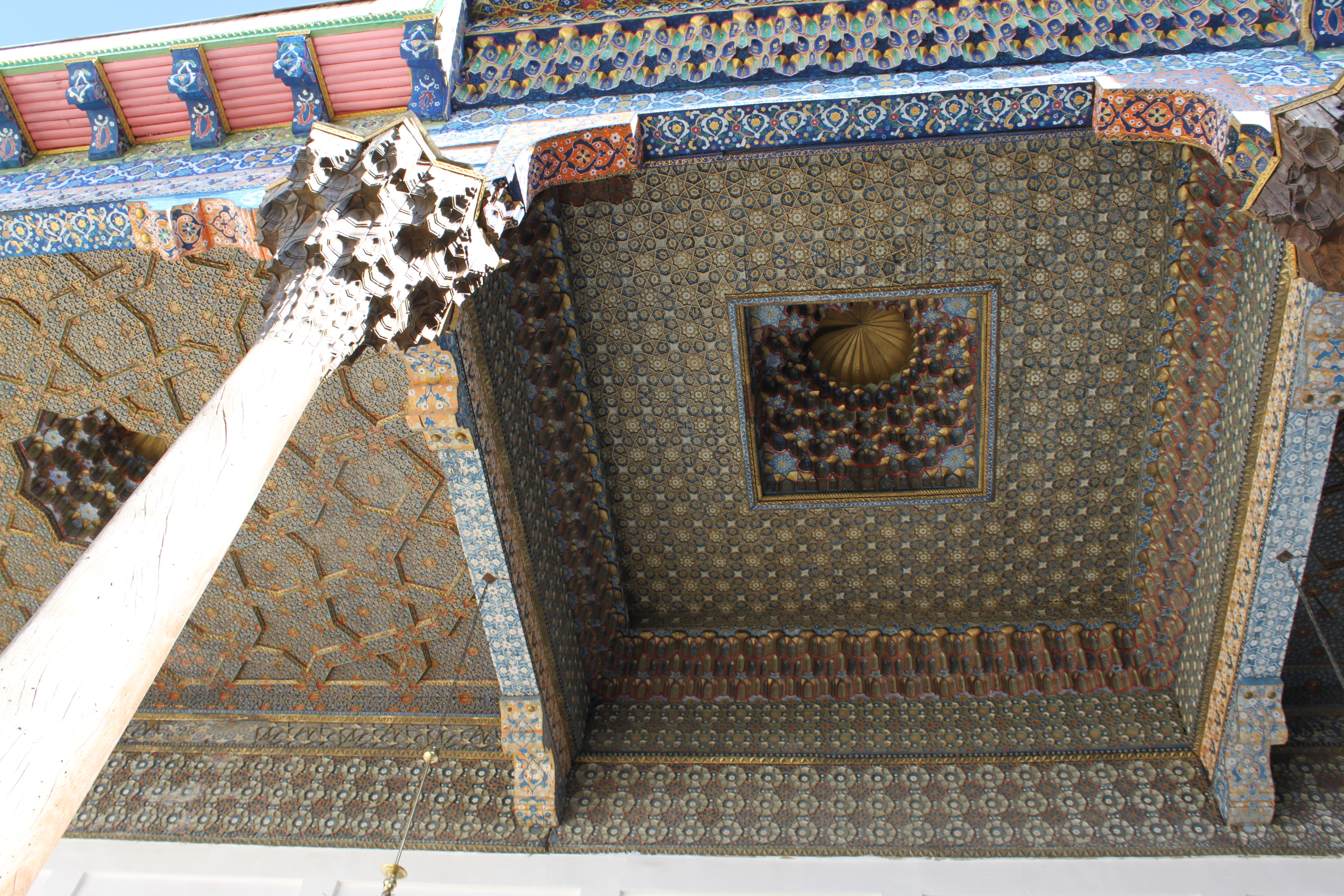
Ukázka zdobených plafondů ayvanu hlavního nádvoří
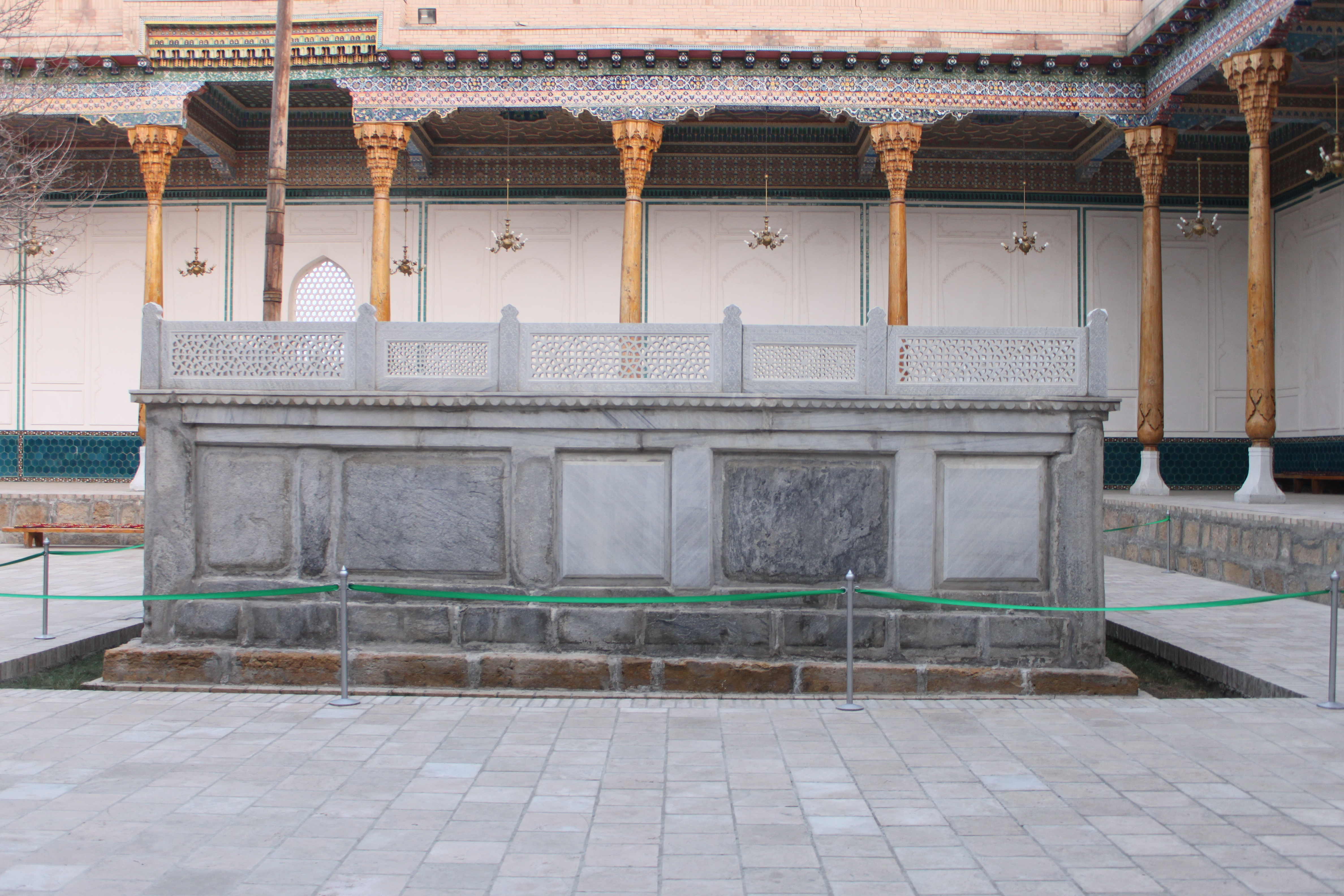
Hrob Bahauddina Nakšbándího
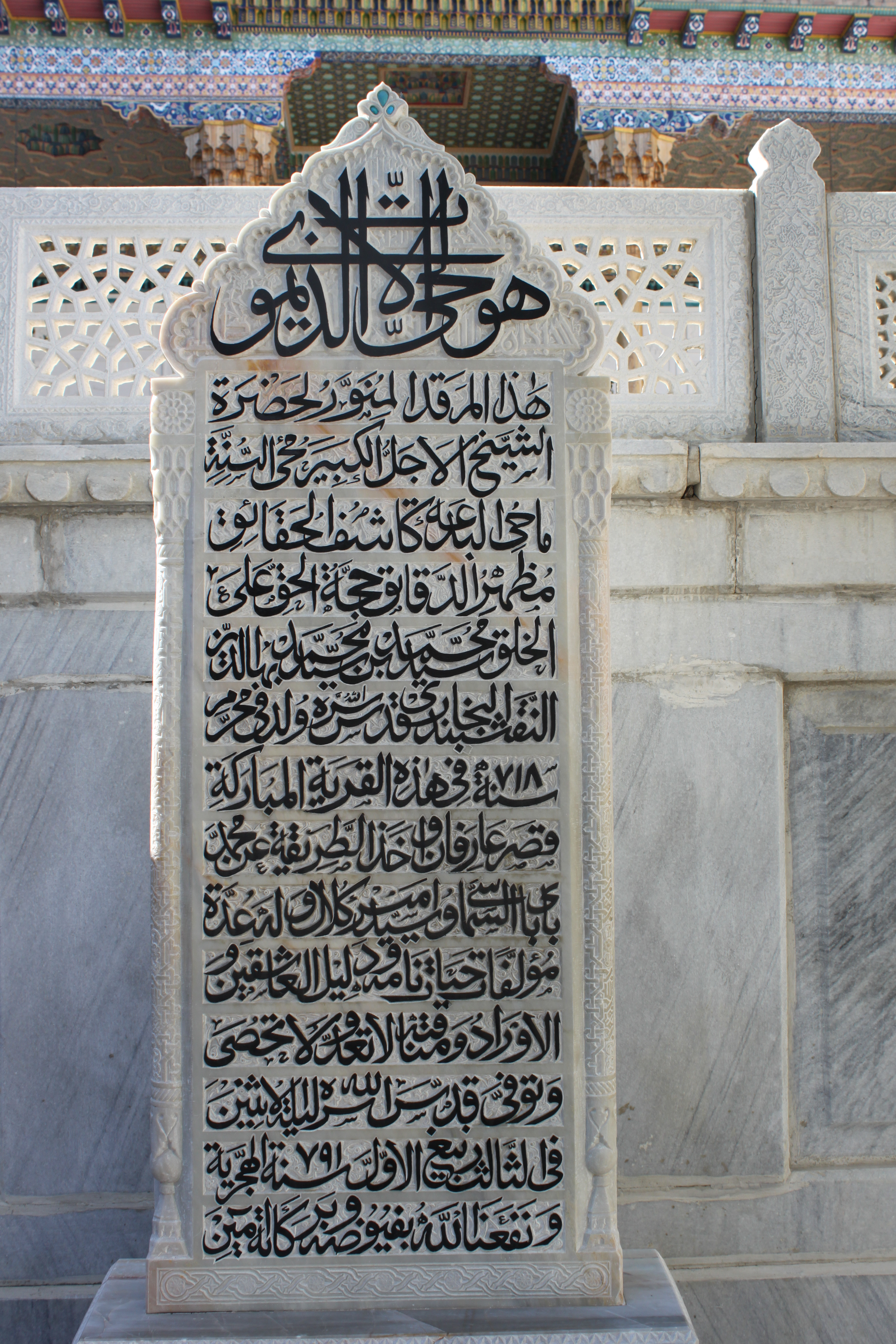
Náhrobní kámen
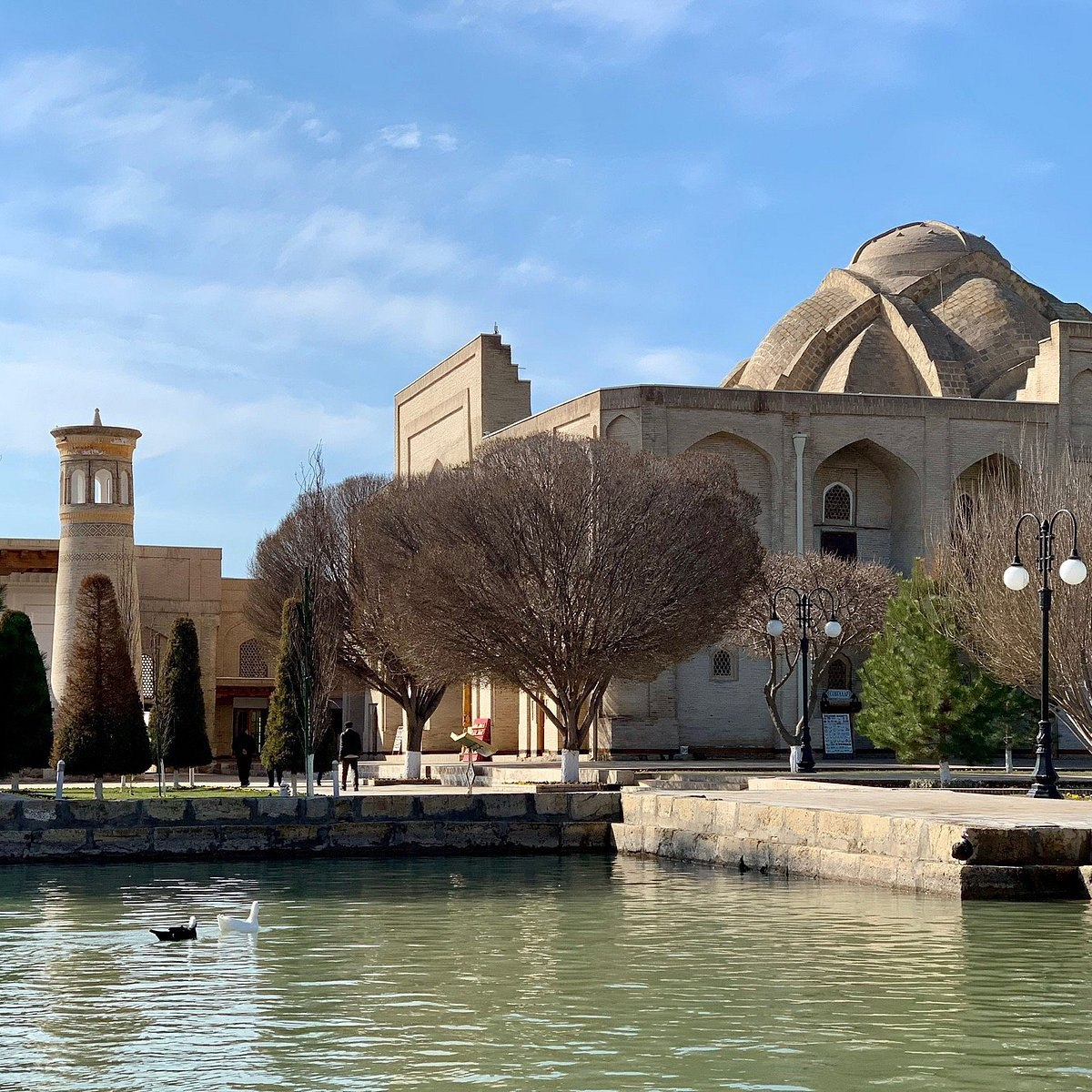
Vodní nádrž v komplexu mauzolea
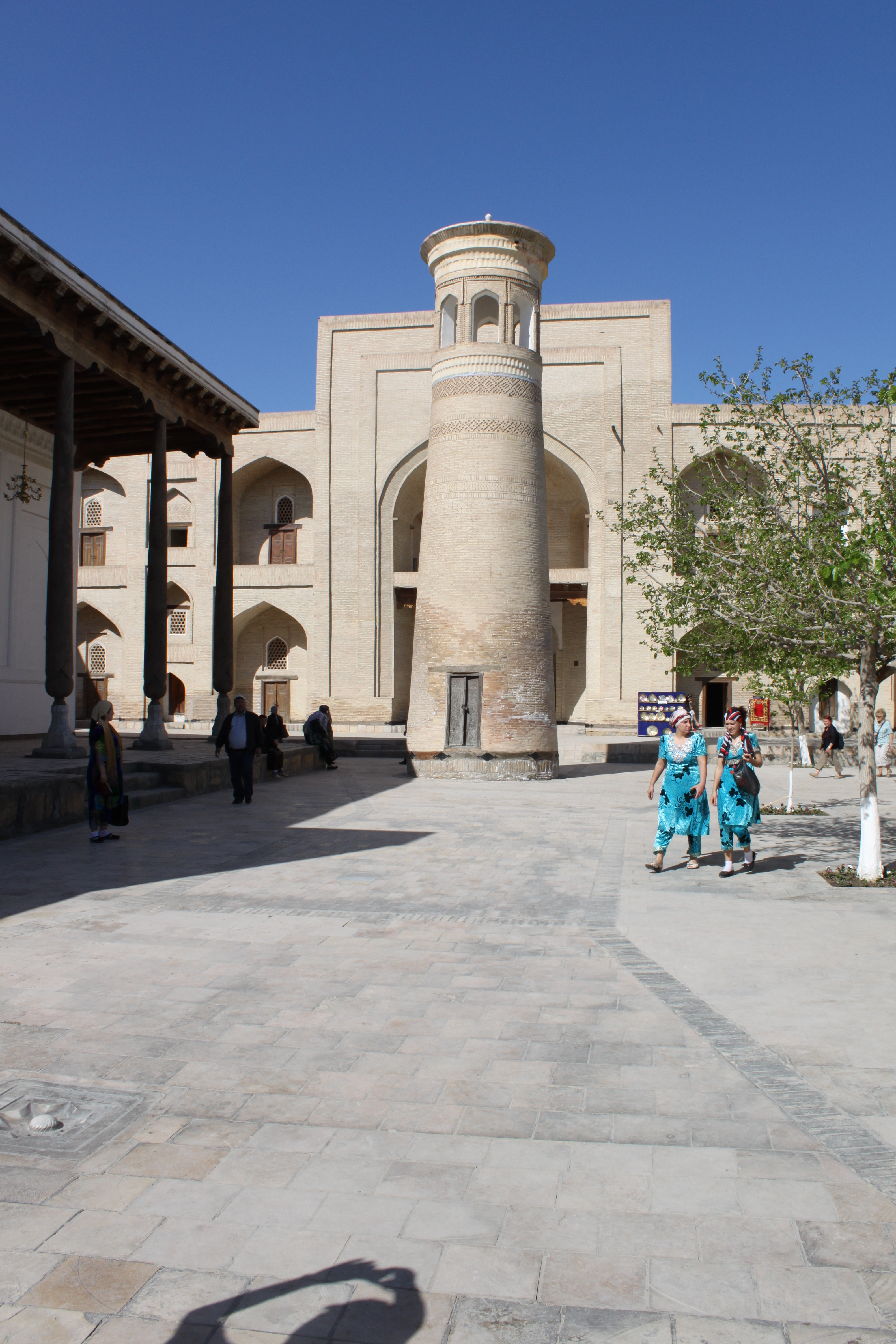
Cihlový minaret s osmi-obloukovou lucernou